# Bugie bianche
Bugie bianche è un film italiano del 1979 diretto da Stefano Rolla, con Max von Sydow e Virna Lisi. La pellicola è stata distribuita anche con il titolo Professione figlio.

## Trama
A Venezia, Renato è un flautista di diciassette anni, alla ricerca di una coppia sposata disposta ad adottarlo. Individuate le persone adatte, si inserisce abilmente nelle loro case riuscendo a farsi benvolere, per poi scomparire, simulando un incidente mortale, una volta che si è stancato della famiglia. Ripetendo il gioco più volte, conosce un'ultima coppia formata da un antiquario e da una violinista, ai quali il ragazzo ha fatto credere di essere nato da una vecchia relazione dell'uomo. Sopraggiungono però a Venezia tutti i precedenti "genitori" abbandonati, decisi a smascherarlo. Renato è quindi costretto a scomparire nuovamente.

## Distribuzione
Il film è stato presentato con il titolo "Bugie bianche" in anteprima mondiale a Sorrento il giorno 11 ottobre 1979 nella rassegna "Incontro con il cinema italiano". A partire dal 1981 è stato distribuito nelle sale cinematografiche con il titolo "Professione figlio".